# ضاحية مارويجيني

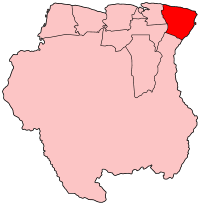
خريطة سورينام توضح موقع ضاحية مارويجيني

ضاحية مارويجيني هي اٍحدى ضواحي سورينام تقع على الساحل الشمالي الشرقي، عاصمة الضاحية هي ألبينا، تضم الضاحية مدن أخرى نذكر منها موينغو وونهاتي. يحد الضاحية من الشمال المحيط الأطلسي ومن الشرق غويانا الفرنسية، من الجنوب ضاحية سيباليويني ومن الغرب ضاحية كوميويجني وضاحية بارا.
يبلغ عدد سكان المقاطعة 20.250 نسمة وتقدر مساحتها ب 4.627 كم2.
خلال مطلع القرن العشرين، اكتشف البوكسيت في ضاحية مارويجيني. مما أدى إلى طفرة في مجال التعدين التي أثرت بشكل كبير على البلد بأكمله. تمتلك الضاحية أيضا صناعة سياحية قوية.
مارويجيني هي موطن بالانك مارون. المارون هم أحفاد العبيد الذين هربوا من سادتهم الهولنديين قبل قرون، لا سيما العبيد الذين هربوا من مزارع سورينام الضخمة في خلال القرن الثامن عشر.

## منتجعات ضاحية مارويجيني

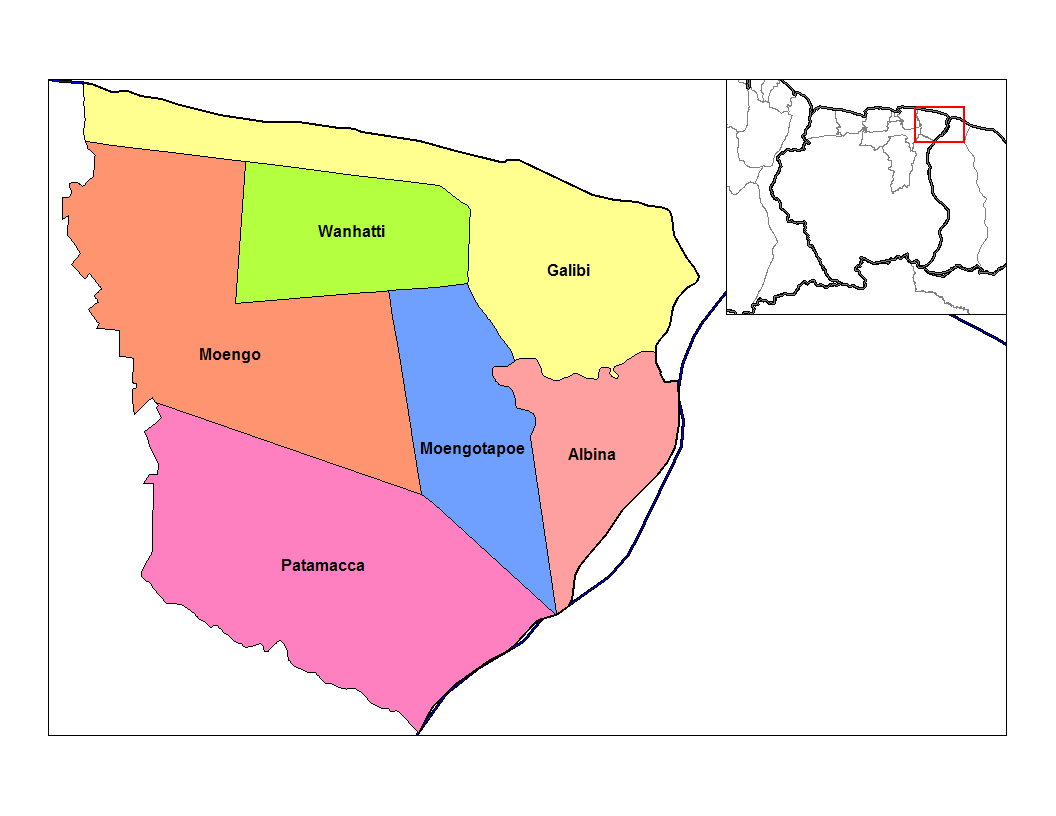
منتجعات ضاحية مارويجيني

ضاحية مارويجيني تظم 6 منتجعات:
- ألبينا.
- غاليبي.
- ماوينغو.
- ماوينغو تابوي.
- باطاماكا.
- وانهاتي.